# Đường tỉnh 112
Đường tỉnh 112 hay tỉnh lộ 112, viết tắt ĐT112 hay TL112, là đường tỉnh ở huyện Bắc Yên, tỉnh Sơn La, Việt Nam.

## Lộ trình
Đường tỉnh 112 nối vào Quốc lộ 37 ở thị trấn Bắc Yên. Hiện đường được mở qua xã Tà Xùa và Làng Chếu. Đường mở đến thị trấn Trạm Tấu và thị xã Nghĩa Lộ, tỉnh Yên Bái.
Năm 2021, Đường tỉnh 112 (Bắc Yên – Trạm Tấu): Điều chỉnh giảm 0,3 km để đảm bảo phù hợp theo thực tế thực hiện công tác quản lý, bảo trì. Sau khi điều chỉnh Đường tỉnh 112 (Bắc Yên – Trạm Tấu) còn lại 36,7 km. Điểm đầu tại Km 413+800, Quốc lộ 37 thuộc thị trấn Bắc Yên. Điểm cuối tại Hang Chú, Bắc Yên.